# 利普尼亞日卡
48°26′50″N 31°4′40″E / 48.44722°N 31.07778°E
利普尼亞日卡（烏克蘭語：Липняжка），是烏克蘭中部的村莊，隸屬基洛夫格勒州的新烏克蘭卡區。該村面積4.77平方公里，海拔高度140米，2001年人口4,395，人口密度每平方公里921.4人。